# Arhopala ariavana
Arhopala ariavana är en fjärilsart som beskrevs av Corbet 1941. Arhopala ariavana ingår i släktet Arhopala och familjen juvelvingar. Inga underarter finns listade i Catalogue of Life.